# Sasso (Asiago)
Sasso (Stoan in cimbro) è l'unica frazione del comune di Asiago, in provincia di Vicenza.
È costituita da undici contrade: Chiesa (la principale), Lobba, Mori, Grulli, Sprunch, Gianesoni, Colli, Cotti, Ecchelen, Ruggi e Caporai.

## Geografia fisica
A causa delle vicende storiche, il paese si trova in posizione marginale rispetto al resto del territorio comunale, occupandone l'estremità sudorientale al centro di uno stretto corridoio che si estende dal Col del Rosso sino alla confluenza della val del Sasso e della val Frenzela nella val Stagna. Il collegamento più diretto con il capoluogo (14 km) è quello attraverso la provinciale 72.

## Storia
Il toponimo Sasso è chiaramente riferito alla natura del luogo.
La storia di Sasso inizia, secondo i documenti disponibili, tra il Due e il Trecento, con la presenza stabile agli Sprunch o a Lova di una famiglia originaria della Val Brenta, dedita alla costruzione di utensili in legno. È comunque certo che Sasso comincia ad avere una sua identità territoriale ed economica dopo l'apertura della Calà del Sasso, fatta costruire dal comune di Gallio sul finire del XIV secolo, durante il dominio di Gian Galeazzo Visconti.
È probabile che la nascita della località sia stata favorita dal comune di Asiago, incoraggiando famiglie a trasferirvici, per creare un proprio corridoio verso la Calà. Infatti, le prime abitazioni a Sasso sono attestate dal 1503, nello stesso periodo in cui venne risistemata la strada.
A lungo Sasso condivise le proprie vicende storiche con le vicine Stoccareddo e Zaibena, infatti le tre comunità facevano parte dello stesso comune dei Ronchi (Campanella). Quando questo fu unito a Gallio, la sola Sasso scelse di passare ad Asiago, portando in dote un vasto territorio che si spingeva oltre località Mosca fino alla Granezza di Gallio.
Tutta la zona è stata pesantemente interessata dagli eventi della prima guerra mondiale, in particolare dopo la rotta di Caporetto quando, durante le battaglie dei Tre Monti, il fronte si attestò proprio presso Sasso: tutti i paesi vennero distrutti e la popolazione costretta, ancora due anni prima, a seguito dell'Offensiva di Primavera, al profugato.

## Economia e tradizioni
L'economia silvo-pastorale era l'unica risorsa di questa località altopianese, e molti abitanti di Sasso si specializzarono nel produrre carbone di legna col noto sistema del “poiato”, era un “carburante” molto pregiato e richiesto nelle città della pianura veneta. 
Ma già nel 1800 con l'avvento di Napoleone Bonaparte ed i conseguenti problemi economici, molte famiglie dovettero emigrare in varie zone boschive d'Italia, arrivarono anche in Jugoslavia (Slovenia e Croazia) ed in Francia (Alsazia). 
In seguito molte altre famiglie dovettero lasciare la loro terra per cercare lavoro, cosicché i Rossi, gli Stefani e i Baù, i tre cognomi più diffusi del Sasso, si trovano in tutto il mondo fino alla lontana Australia: Julian Stefani, ex senatore dello Stato dell'Australia Meridionale, è originario di Sasso.
Con la ripresa economica avutasi nell'ultimo dopoguerra e l'incremento del turismo, c'è stato un aumento degli occupati. Molte sono le attività artigianali e commerciali che sono nate, compresa l'attività dell'estrazione del marmo.
La maggiore vivacità di Sasso si riscontra anche attraverso un gruppo di giovani, facenti parte della Società Sportiva Sasso, che si impegna in varie attività, non solo sportive, per tenere viva la frazione. 
Fra le  attività più importanti, che impegnano anche il resto dei paesani, si ricorda la tradizionale "Fiaccolata storica della Calà del Sasso" annualmente organizzata in collaborazione con la parrocchia. È una singolare escursione all'imbrunire lungo i 4.444 gradini della storica strada partendo al lume delle fiaccole da piazza San Marco, a Valstagna, per arrivare, dopo 700 m di dislivello, in piazza a Sasso. La fiaccolata vuole ricordare una storia d'amore del 1632 con un lieto fine. Anche le credenze popolari locali dicono che "se due innamorati percorrono assieme la Calà, mano nella mano, si ameranno per sempre".

## Monumenti e luoghi d'interesse

### Chiesa parrocchiale
La prima chiesa di Sasso, già allora intitolata a sant'Antonio di Padova, fu innalzata verso la fine del Cinquecento dagli abitanti, a causa dell'eccessiva distanza dall'arcipretale di Asiago. Il primo vescovo di Padova a visitarla fu Marco Corner nel 1602, il quale vi concesse la celebrazione di una messa per conferire la comunione agli infermi. Durante la visita pastorale effettuata dal vescovo Gregorio Barbarigo nel 1687 si registrò la presenza di un curato stabile che officiava le celebrazioni e insegnava la dottrina cristiana. All'inizio dell'Ottocento, su interessamento del parroco di Asiago, la chiesa poté conservare il Santissimo Sacramento ed ebbe un proprio fonte battesimale. Il 16 aprile 1951 furono accolte le richieste degli abitanti e Sasso fu elevata da curazia a parrocchia, smembrandone il territorio da Lusiana e Asiago.
Sappiamo che l'edificio era stato da poco ricostruito quando il vescovo Gianfrancesco Barbarigo lo visitò nel 1723. Vent'anni più tardi il successore Carlo Rezzonico constatò l'esistenza del campanile e della sacrestia e concesse l'apertura di un cimitero. L'attuale costruzione, in stile neogotico, fu innalzata tra il 1902 e il 1906. Danneggiata durante la grande guerra, fu restaurata in seguito alla visita pastorale del 1952. Il campanile fu inaugurato nel 1958.
Da citare, all'interno, lo sportello del tabernacolo in lamina di ottone e argento sbalzato di Luciano Bartoli (1955), il confessionale ligneo neogotico di Pietro Dalla Vecchia (1929) e le stazioni della Via Crucis in gesso dipinto (1925-1935).

### Calà del Sasso

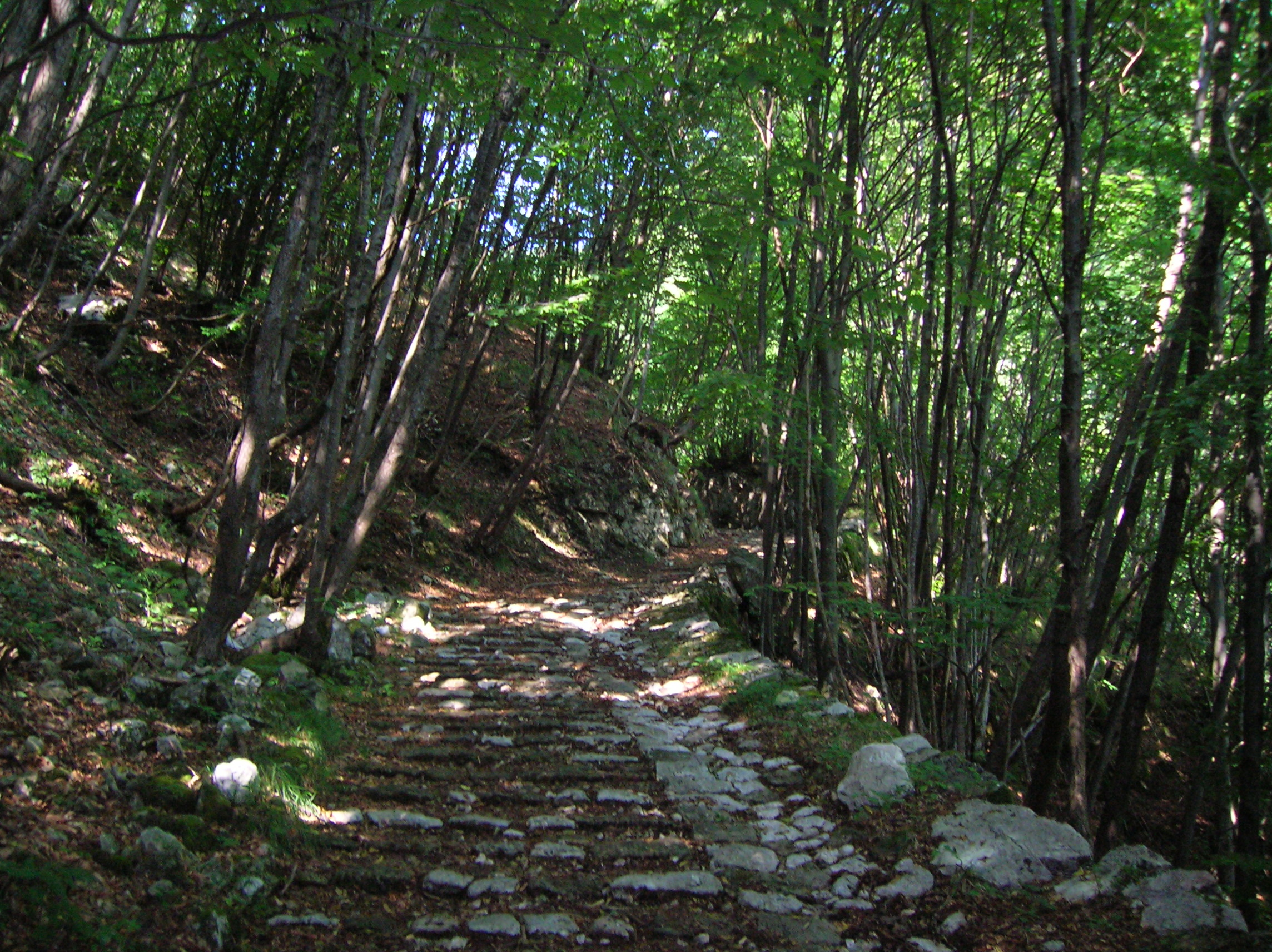
Cala' del Sasso

Si tratta di una ripida scalinata in pietra, realizzata verso la fine del Trecento dal comune di Gallio allo scopo di creare un collegamento con il canale di Brenta che evitasse il transito per Foza, dove erano stati imposti dei dazi. Costituita da 4444 gradini in pietra calcarea grigia, affiancati da una cunetta per far scivolare il legname, scende attraverso i boschi della val del Sasso sino alla chiesa di Valstagna, posta sulla riva destra del Brenta.
Gravemente danneggiata durante l'alluvione del 1966, negli anni 2000 è stata oggetto di un profondo restauro. È tuttora completamente percorribile seguendo il segnavia 778 che dalla località Lebo di Valstagna, in corrispondenza del secondo tornante della provinciale per Foza, sbocca nella strada delle Scausse da cui si può rapidamente raggiungere contrà Chiesa di Sasso.

### Monumento a Sarfatti

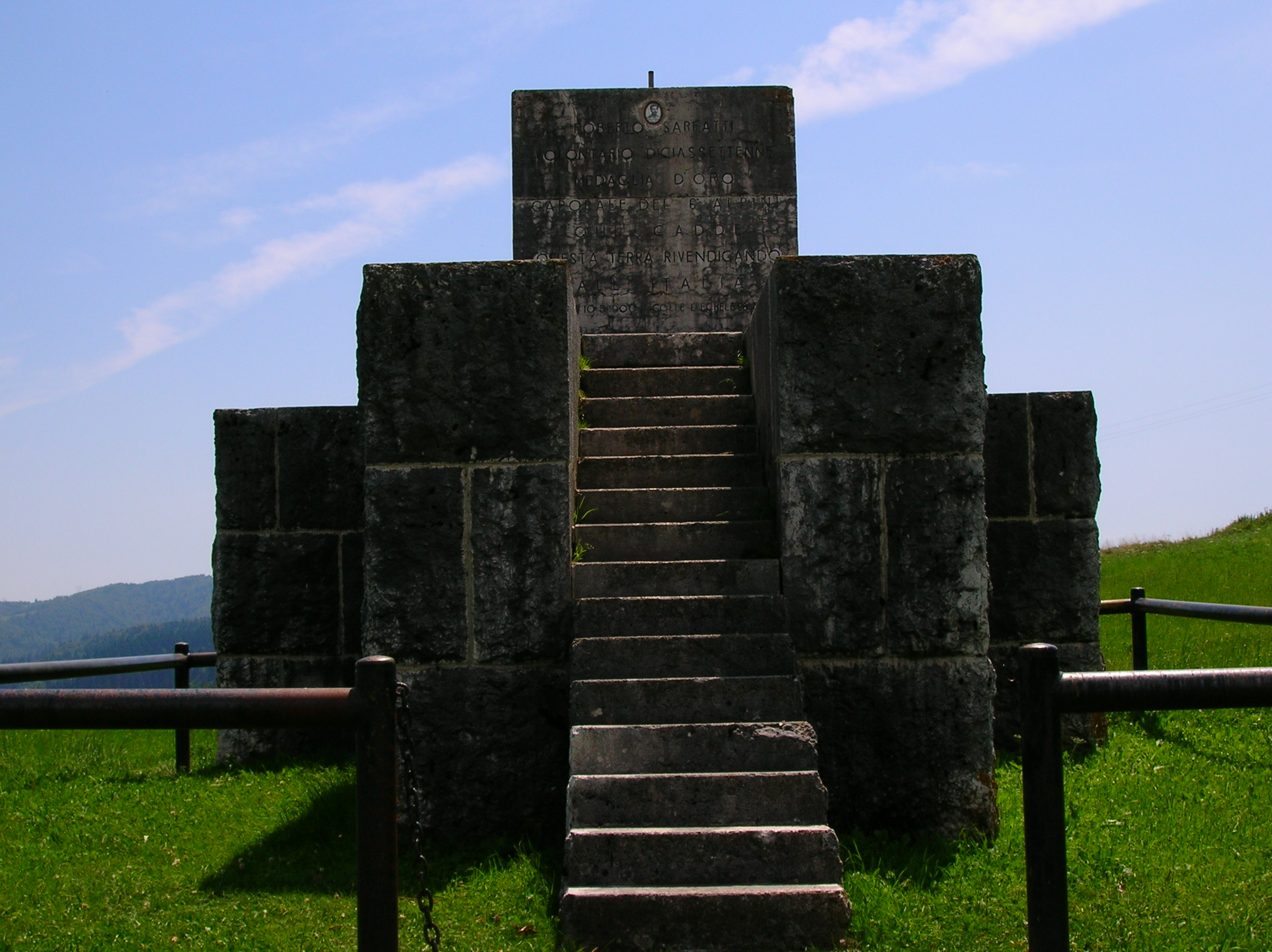
Monumento a Sarfatti

Localizzato sul Col d'Ecchele,fu fatto erigere dalla madre Margherita Sarfatti nel 1935 per ricordare il figlio Roberto, caporale del 6º Reggimento alpini caduto, nemmeno diciassettenne, durante le battaglie dei Tre Monti. Sarfatti è l'unico minorenne insignito della medaglia d'oro al valor militare.
L'opera fu progettata dell'architetto comasco Giuseppe Terragni.

### Museo dei Tre Monti
Custodisce residuati bellici risalenti alla prima guerra mondiale e in particolare alle battaglie dei Tre Monti, con una sezione italiana, una francese ed una austriaca.